# Central European Football League 2019
La Central European Football League 2019 è stata la quattordicesima edizione dell'omonimo torneo di football americano. La sua finale è denominata CEFL Bowl XIV.
Ha avuto inizio il 13 aprile e si è conclusa l'8 giugno con la finale di Coira vinta per 46-42 dagli austriaci Tirol Raiders sugli svizzeri Calanda Broncos.
La squadra vincitrice ha incontrato la vincitrice dell'ECTC Playoff nell'ECTC Championship Game.

## Squadre partecipanti
| Club                     | Città            | Stadio             | Sponsor ufficiale | Risultato nella stagione 2018                  |
| ------------------------ | ---------------- | ------------------ | ----------------- | ---------------------------------------------- |
| Black Panthers de Thonon | Thonon-les-Bains |                    |                   |                                                |
| Calanda Broncos          | Coira            |                    |                   | Campioni della Svizzera                        |
| Koç Rams                 | Istanbul         |                    |                   | Campioni della Turchia                         |
| Kragujevac Wild Boars    | Kragujevac       |                    |                   | Campioni della Serbia                          |
| Panthers Wrocław         | Breslavia        |                    |                   | Campioni della LFA                             |
| Seamen Milano            | Milano           |                    |                   |                                                |
| Tirol Raiders            | Innsbruck        | Tivoli-Neu Stadion |                   | Campioni dell'Austria; vincitori del CEFL Bowl |

## Stagione regolare

### Calendario

#### 1ª giornata
| Kragujevac 13 aprile 2019, ore 13:00 | Kragujevac Wild Boars | 53 – 36 (7-7 22-22 7-0 17-7) referto | Koç Rams | Čika Dača |

| Wattens 13 aprile 2019, ore 17:00 | Tirol Raiders | 41 – 7 (0-0 27-0 7-0 7-7) referto referto 2 | Black Panthers de Thonon | Gernot-Langes-Stadion (1800 spett.) |

| Breslavia 13 aprile 2019, ore 19:00 | Panthers Wrocław | 3 – 27 (3-7 0-20 0-0 0-0) referto | Calanda Broncos | Stadion Olimpijski |

#### 2ª giornata
| Istanbul 27 aprile 2019, ore 18:30 | Koç Rams | 7 – 55 (0-13 0-21 0-7 7-14) referto | Panthers Wrocław | Koç Üniversitesi Korumalı Futbol Sahası |

#### 3ª giornata
| Breslavia 11 maggio 2019, ore 18:00 | Panthers Wrocław | 70 – 13 (14-0 21-0 14-13 21-0) referto | Kragujevac Wild Boars | Stadion Olimpijski |

| Coira 11 maggio 2019, ore 18:00 | Calanda Broncos | 55 – 17 (28-3 7-6 7-8 13-0) referto | Koç Rams | Stadion Ringstrasse |

| Milano 11 maggio 2019, ore 18:30 | Seamen Milano | 23 – 50 (7-16 8-7 0-27 8-0) referto | Tirol Raiders | Velodromo Maspes-Vigorelli |
| Zahradka Q1 ( TD ) pass from Lamamra di Tunisi Q1 ( pat ) } Mitchell Q2 ( TD ) 26yd pass from Zahradka di Tunisi Q2 ( tpc ) pass from Mitchell Bonaparte Q4 ( TD ) pass from Zahradka Mitchell Q4 ( tpc ) pass from Zahradka Marcatori Abfalter Q1 ( FG ) S. Platzgummer Q1 ( TD ) 53yd run Abfalter Q1 ( pat ) Abfalter Q1 ( TD ) S. Platzgummer Q2 ( TD ) 47yd run Abfalter Q2 ( pat ) S. Platzgummer Q3 ( TD ) 23yd run Abfalter Q3 ( pat ) A. Platzgummer Q3 ( TD ) 9yd pass from Shelton Abfalter Q3 ( pat ) S. Platzgummer Q3 ( TD ) 37yd run A. Platzgummer Q3 ( TD ) 50yd pass from Shelton Abfalter Q3 ( pat ) |               | |               |                            |
| |               | |               |                            |
| Zahradka Q1 (TD) pass from Lamamra di Tunisi Q1 (pat) } Mitchell Q2 (TD) 26yd pass from Zahradka di Tunisi Q2 (tpc) pass from Mitchell Bonaparte Q4 (TD) pass from Zahradka Mitchell Q4 (tpc) pass from Zahradka | Marcatori     | Abfalter Q1 (FG) S. Platzgummer Q1 (TD) 53yd run Abfalter Q1 (pat) Abfalter Q1 (TD) S. Platzgummer Q2 (TD) 47yd run Abfalter Q2 (pat) S. Platzgummer Q3 (TD) 23yd run Abfalter Q3 (pat) A. Platzgummer Q3 (TD) 9yd pass from Shelton Abfalter Q3 (pat) S. Platzgummer Q3 (TD) 37yd run A. Platzgummer Q3 (TD) 50yd pass from Shelton Abfalter Q3 (pat) |               |                            |

#### 4ª giornata
| 25 maggio 2019, ore 18:00 | Calanda Broncos | 37 – 33 (14-0 7-7 7-7 9-29) referto | Kragujevac Wild Boars |  |

| Thonon-les-Bains 25 maggio 2019, ore 18:00 | Black Panthers de Thonon | 42 – 7 (0-7 14-0 7-0 21-0) referto        | Seamen Milano | Stade Joseph-Moynat |
| Veluire Q2 ( TD ) run ? Q2 ( pat ) Roesch Q2 ( TD ) 79yd interception return ? Q2 ( pat ) Alexandre Q3 ( TD ) 18yd pass from Evans ? Q3 ( pat ) Wedberg Q4 ( TD ) 10yd run ? Q4 ( pat ) Evans Q4 ( TD ) 15yd run ? Q4 ( pat ) Zeregbe Q4 ( TD ) fumble return ? Q4 ( pat ) Marcatori Stillitano Q1 ( TD ) run di Tunisi Q1 ( pat ) |                          |                                           |               |                     |
| |                          |                                           |               |                     |
| Veluire Q2 (TD) run ? Q2 (pat) Roesch Q2 (TD) 79yd interception return ? Q2 (pat) Alexandre Q3 (TD) 18yd pass from Evans ? Q3 (pat) Wedberg Q4 (TD) 10yd run ? Q4 (pat) Evans Q4 (TD) 15yd run ? Q4 (pat) Zeregbe Q4 (TD) fumble return ? Q4 (pat)                                                                                 | Marcatori                | Stillitano Q1 (TD) run di Tunisi Q1 (pat) |               |                     |

### Classifica
La classifica della regular season è la seguente:
- PCT = percentuale di vittorie, G = partite giocate, V = partite vinte, P = partite perse, PF = punti fatti, PS = punti subiti
- La qualificazione al CEFL Bowl è indicata in verde

#### Western Conference
| Pos. | Squadra                  | PCT   | G | V | P | PF | PS |
| ---- | ------------------------ | ----- | - | - | - | -- | -- |
| 1    | Tirol Raiders            | 1.000 | 2 | 2 | 0 | 91 | 30 |
| 2    | Black Panthers de Thonon | .500  | 2 | 1 | 1 | 49 | 48 |
| 3    | Seamen Milano            | .000  | 2 | 0 | 2 | 30 | 92 |

#### Eastern Conference
| Pos. | Squadra               | PCT   | G | V | P | PF  | PS  |
| ---- | --------------------- | ----- | - | - | - | --- | --- |
| 1    | Calanda Broncos       | 1.000 | 3 | 3 | 0 | 119 | 53  |
| 2    | Panthers Wrocław      | .667  | 3 | 2 | 1 | 128 | 47  |
| 3    | Kragujevac Wild Boars | .333  | 3 | 1 | 2 | 99  | 143 |
| 4    | Koç Rams              | .000  | 3 | 0 | 3 | 60  | 163 |

## CEFL Bowl XIV
| Coira 8 giugno 2019, ore 18:00 | Tirol Raiders | 46 – 42 (10-7 0-7 7-14 29-14) referto referto 2 | Calanda Broncos | Sportplatz Ringstrasse |

## Verdetti
- Tirol Raiders Vincitori del CEFL Bowl XIV